# Gerhard Neipp
Gerhard Neipp (* 16. August 1939 in Trossingen; † 16. Juli 2019 in Essen) war ein deutscher Manager. Er war 1992 Vorstandsvorsitzender der Hoesch AG und von 1995 bis 1999 Vorstandsvorsitzender der RAG Aktiengesellschaft.

## Leben
Neipp wurde als Sohn eines Buchdruckers geboren. Er absolvierte von 1953 bis 1956 eine Lehre als Werkzeugmacher, Mechaniker und technischer Zeichner bei der Matthias Hohner AG in Trossingen und erlangte auf dem zweiten Bildungsweg die Hochschulreife. Nach einem Studium an der Staatlichen Ingenieurschule Esslingen, das er 1963 mit einem Abschluss in Maschinenbau beendete, war er als Konstrukteur im Sondermaschinenbau tätig. Von 1963 bis 1970 war er Werksleiter beim Textilmaschinenbauer Gottlieb Eppinger KG in Denkendorf und von 1970 bis 1975 Geschäftsführer der Carl Hurth Maschinen- und Zahnradfabrik in München. 1976 wurde er Mitglied des Vorstandes der Zahnräderfabrik Renk AG, einer Tochter der GHH mit Sitz in Augsburg. Zwei Jahre später wechselte er in den Vorstand der M.A.N. Maschinenfabrik Augsburg-Nürnberg AG, wo er die Leitung des Bereichs Maschinen- und Stahlbau mit Werken in Nürnberg und Gustavsburg übernahm.
Im Juli 1983 wurde Neipp, nachdem der Sprecher der Deutschen Bank, Alfred Herrhausen, ihn dem Aufsichtsratsvorsitzenden der Fried. Krupp GmbH und Kuratoriumsvorsitzenden der Krupp-Stiftung, Berthold Beitz, empfohlen hatte, in den Vorstand des Essener Stahl- und Montankonzerns berufen. In der Folgezeit stieg er zum Stellvertreter des Vorstandsvorsitzenden Gerhard Cromme auf. Nach der feindlichen Übernahme der Hoesch AG durch Krupp 1991, trat er im September 1992 die Nachfolge von Karl-Josef Neukirchen als Vorsitzender des dortigen Vorstandes an. Nach Abschluss der Konzernfusion war er von 1992 bis 1994 stellvertretender Vorsitzender des Vorstandes der Fried. Krupp AG Hoesch-Krupp.

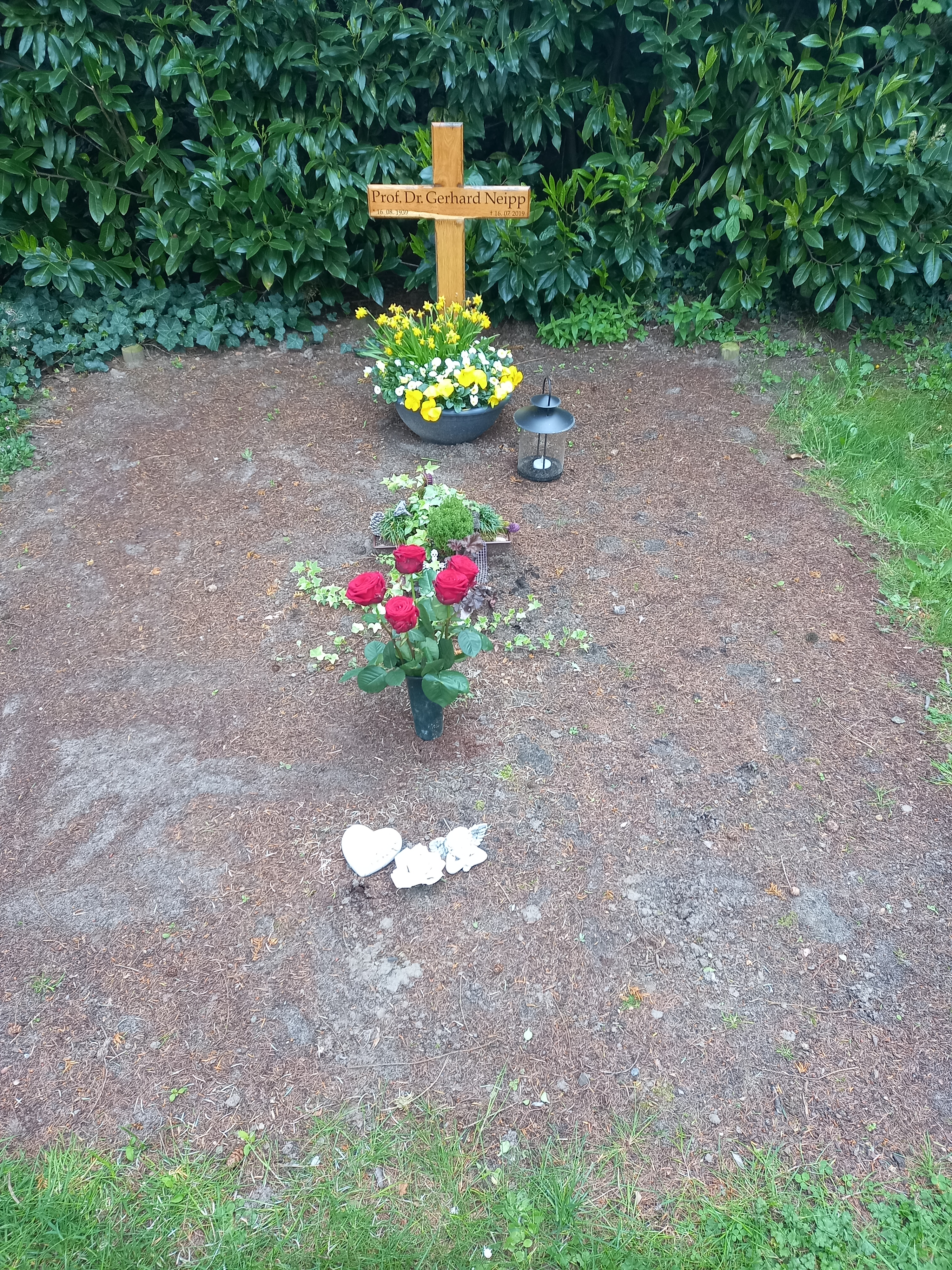
Das Grab von Gerhard Neipp auf dem Friedhof Bredeney in Essen

Von Januar 1995 bis Dezember 1999 war Neipp Vorsitzender des Vorstandes der RAG Aktiengesellschaft Essen (vormals Ruhrkohle AG) und Mitglied im Aufsichtsrat der Ruhrgas AG. Während seiner Amtszeit als Vorstandsvorsitzender erfolgte die Zusammenführung des gesamten deutschen Steinkohlenbergbaus in das RAG-Tochterunternehmen Deutsche Steinkohle AG (DSK). Neipp hatte den Aufsichtsratsvorsitz der DSK inne und war maßgeblich an der Ausarbeitung des 1997 zwischen Bundesregierung, Landesregierungen, RAG und Gewerkschaft geschlossenen Kohlekompromisses beteiligt, der eine Sozialverträglichkeit bei künftigen Betriebsschließungen garantieren sollte. Des Weiteren war Neipp Vorstandsmitglied und von 1997 bis 1999 Präsident des Gesamtverbandes Steinkohle (GVSt). 2000 wurde er Vorsitzender des Aufsichtsrates der Philipp Holzmann AG, die im März 2002 – zwei Monate nach Aufgabe seines Aufsichtsratsmandates – Insolvenz anmelden musste.
Gerhard Neipp war verheiratet und hatte zwei Söhne und eine Tochter.

## Ehrungen und Auszeichnungen
- 1988: Verleihung der Würde eines Dr.-Ing. E. h. der Fakultät für Maschinenbau der Universität Karlsruhe (TU)[3]
- 1993: Ernennung zum Honorarprofessor der Fakultät für Maschinentechnik der Universität-Gesamthochschule Essen[3]
- 2000: Verleihung des Verdienstordens des Landes Nordrhein-Westfalen[4]